# 19582 Blow
19582 Blow è un asteroide della fascia principale. Scoperto nel 1999, presenta un'orbita caratterizzata da un semiasse maggiore pari a 2,5933811 UA e da un'eccentricità di 0,0467790, inclinata di 2,08276° rispetto all'eclittica.